# Heemstede
Heemstede é um município dos Países Baixos, situado na província da Holanda do Norte. Tem 9,64 km² de área e sua população em 2020 foi estimada em 27.341 habitantes.